# Syndrom vysokého máku

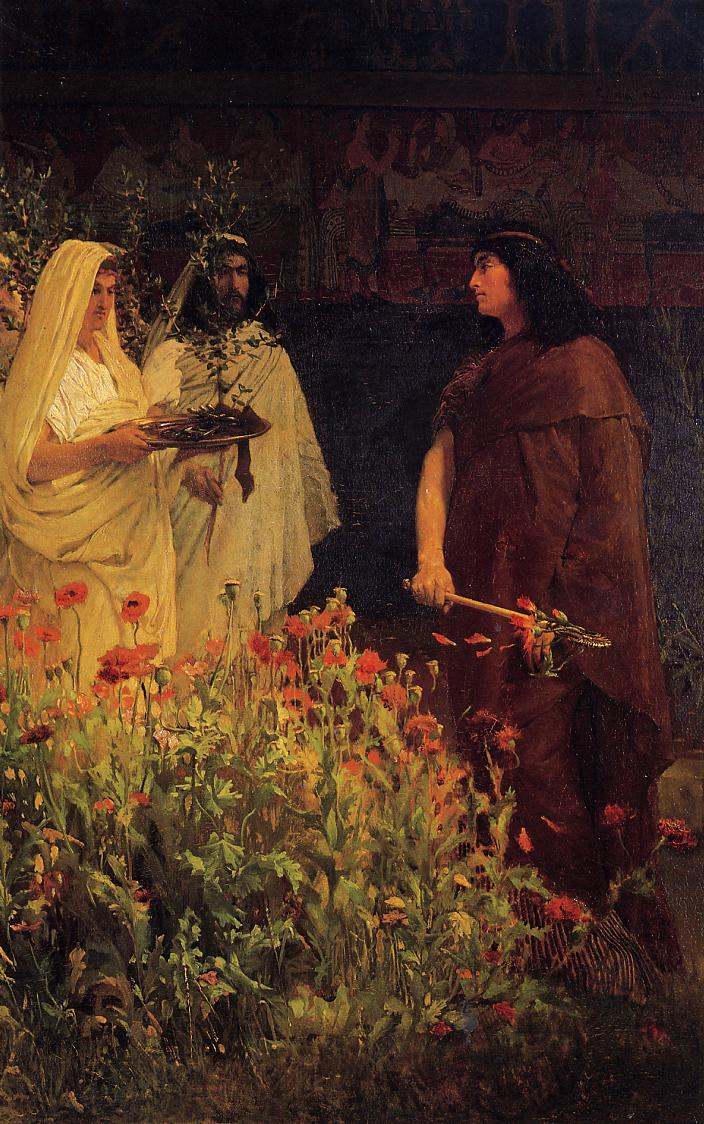
Obraz Lawrence Alma-Tadema s názvem Tarquinius Superbus zobrazující panovníka, jak uřezává ty nejvyšší květy z vlčího máku

Syndrom vysokého máku je termín, který vznikl v Austrálii a na Novém Zélandu v 80. letech 20. století a označuje osoby, které mají významný veřejný dopad a nadměrně propagují své vlastní úspěchy a názory. Tento syndrom se zaměřuje na chování, kdy jedinci s vyšším statusem a známého jména jsou nesnášeni ostatními. Také je ostatní napadají, pomlouvají a kritizují za povyšování se nad okolí. Toto zamezuje vizionářům a snílkům realizovat jejich nápady, protože se obávají přitahování pozornosti. Zaměření pozornosti a kritizování takové osoby se nazývá useknutí vysokého máku.

## Původ označení
Příběh z 6. století př. n. l. vypráví o synovi římského krále Lucia Tarquinia Superba, který se díky lstivosti zmocnil vzpurného města Gabii. Poté poslal otci posla s otázkou, jakým směrem by měl pokračovat. Král, který v té době procházel svou zahradou, neodpověděl slovy. Místo toho vzal hůl a začal ji máchat nad záhonem máků, přičemž sekl květy nejvyšších rostlin, které vyčnívaly nad ostatními. Posel tuto tichou radu přinesl zpět svému pánovi, který následně zabil všechny významné osobnosti Gabie.

## Austrálie a Nový Zéland
V Austrálii a na Novém Zélandu je sousloví související se syndromem vysokého máku („kácet vysoký mák“) někdy používáno podnikateli k popisu osob, které kdo neuváženě kritizují jiné lidi pro jejich úspěchy. Toto bylo popsáno jako vedlejší produkt australské a novozélandské kulturní hodnoty rovnostářství.

## Další země
V Japonsku se používá sousloví „hřebík, který trčí, se zatluče“ (出る杭は打たれる). V Nizozemsku je to výraz „nezvedejte hlavu nad úroveň země“ (boven het maaiveld uitsteken), přičemž tento nizozemský kulturní fenomén se nazývá maaiveldcultuur. V Chile je tento výraz známý jako chaquetear („stáhnout sako“). Ve Skandinávii je tento výraz známý jako zákon Jante. Termín zákon Jante pochází z románu Aksela Sandemose z roku 1933. Obsahuje pravidla jako „nemysli si, že jsi něčím výjimečný“ nebo „Asi ti nedochází, že o tobě víme pár věcí“. V Kanadě se termín syndrom vysokého máku používá zejména k označení žen, které jsou kritizovány pro jejich zásluhy a úspěchy.